# 서대전우체국
서대전우체국은 대전광역시 중구를 관할하는 충청지방우정청 소속의 우체국이다.

## 기본 정보
- 우편번호: 34955
- 주소: 대전광역시 중구 계룡로 914 (문화동)

## 연혁
- 1987년 12월 15일: 서대전우체국 신설고시
- 1988년 1월 20일: 체신청 영업과 시설 인수 업무개시
- 1990년 8월 10일: 현청사 준공
- 1990년 9월 24일: 현청사 이전 업무개시
- 2001년 8월 1일: 대전산성동우편취급소를 한밭산성우편취급소로 명칭 변경[1]
- 2014년 12월 31일: 대전문화동우체국, 대전산성동출장소 폐국[2]
- 2015년 6월 5일: 대전옥계아파트우편취급국을 대전옥계동우편취급국으로 명칭 변경[3]
- 2015년 7월 20일: 우편구역을 다음과 같이 고시[4]

| 배달국       | 배달구역    | 구역번호      |
| ------------ | ----------- | ------------- |
| 서대전우체국 | 중구 전지역 | 34800 ~ 35086 |

## 관할 우체국
| 우체국명               | 주소                                        | 비고                                                  |
| ---------------------- | ------------------------------------------- | ----------------------------------------------------- |
| 대전대흥동우체국       | 대전광역시 중구 대흥로 184(대흥동)          |                                                       |
| 대전목동우체국         | 대전광역시 중구 동서대로 1411(목동)         |                                                       |
| 대전문창2동우편취급국  | 대전광역시 중구 보문로 24-1(문창동)         |                                                       |
| 대전문화동우체국       | 대전광역시 중구 문화로 100                  | 2014년 12월 31일 폐국                                 |
| 대전문화2동우체국      | 대전광역시 중구 당디로6번길 98(문화동)      |                                                       |
| 대전부사동우체국       | 대전광역시 중구 대종로 374(부사동)          |                                                       |
| 대전산성동출장소       | 대전광역시 중구 보문산로 26                 | 2014년 12월 31일 폐국                                 |
| 대전선화동우체국       | 대전광역시 중구 중앙로129번길 5(선화동)     |                                                       |
| 대전성모병원우편취급국 | 대전광역시 중구 대흥로 64(대흥동)           |                                                       |
| 대전오류동우체국       | 대전광역시 중구 계백로 1709-10(오류동)      |                                                       |
| 대전옥계동우편취급국   | 대전광역시 중구 모암로7번길 150(옥계동)     | 2015년 8월 1일 대전옥계아파트우편취급국에서 명칭 변경 |
| 대전용두2동우편취급국  | 대전광역시 중구 동서대로1321번길 19(용두동) |                                                       |
| 대전유천1동우편취급국  | 대전광역시 중구 계백로 1550(유천동)         |                                                       |
| 대전천근우편취급국     | 대전광역시 중구 서문로43번길 64(문화동)     |                                                       |
| 대전태평동우체국       | 대전광역시 중구 태평로 113(태평동)          |                                                       |
| 대전호동우체국         | 대전광역시 중구 대종로 150(호동)            |                                                       |
| 한밭산성우편취급국     | 대전광역시 중구 대둔산로 345(사정동)        | 2001년 8월 1일 대전산성동우편취급소에서 명칭 변경     |

## 조직
- 영업과
  - 우편영업실
  - 금융영업실
- 소포영업과
- 우편물류과
  - 물류실
  - 특수팀
  - 집배실
- 지원과
- 경영지도실